# 中川清 (彫刻家)
中川 清（なかがわ きよし、1897年（明治30年）5月21日 - 1977年（昭和52年）3月11日）は、大正から昭和にかけて活動した日本の彫刻家。

## 経歴
当時の滋賀県坂田郡西黒田村（後の長浜市）八条町に生まれる。若くして美術に才能を発揮し、1915年には17歳で二科展に洋画を出品して初入選を果たした。東京美術学校彫刻科に学んで1923年に卒業し、さらに研究科、別科に在籍して修業した。
1924年、第5回帝展に「腰かけた女」が初入選して以降、帝展への出品を続け、1927年第8回帝展で「立女」が特選となり、1937年からは文展無鑑査となった。
第二次世界大戦後は、日展に出品を続けるとともに、審査員を務め、1958年に評議員、1969年に理事となり、1973年に参与となった。この間、「あるく」で1963年に日本芸術院賞を受賞した。
おもに、「堅実な写実技法による人体裸像や、肖像彫刻を制作した」と評され、肖像彫刻では「三木武吉像」（香川県高松市）などが知られるが、動物の写実彫刻や仏像なども手がけた。